# Cruz Primera
La Cruz Primera es un monumento ubicado en la localidad de Lepe, Huelva, en una rotonda de la carretera  HU-3301  que une Lepe con El Terrón.

## Descripción
El monumento consta de un templete de mampostería con una Santa Cruz forjada en hierro en su interior.
Esta cruz era una de varias que fueron ubicadas en el camino que unía el Castillo de Lepe con el Convento de Santa María La Bella.

## Historia

### Construcción y significado
La construcción del templete con la cruz está vinculada a la antigua existencia de un convento franciscano a varios kilómetros de distancia de Lepe. La presencia de la Orden Franciscana en el Señorío de Lepe se remonta a la fundación de un convento hacia 1430-1431 por Francisco de Luján, El convento, denominado de «San Francisco del Monte» o «San Francisco el Viejo», fue abandonado en 1488.
Un nuevo convento, «Santa María La Bella» fue fundado  en 1513 por Francisco de Zúñiga y Pérez de Guzmán y su esposa Leonor de Manrique, condes de Ayamonte, enmarcado en el impulso constructivo de la Casa de Ayamonte en la primera mitad del siglo XVI en las villas de Lepe y Ayamonte. Este convento es citado en el siglo XVIII como un centro de peregrinación «adonde continuamente acuden muchas gentes en romería» y existen testimonios de la concurrencia de multitud de fieles en el Día de la Asunción o «Fiesta de la Bella» (15 de agosto), que en 1802 fueron más de cuatro mil. En comparación, la población de Lepe era de 2124 habitantes en 1787 según el censo de Floridablanca y de 2800 hacia 1826-1829 según el Diccionario Geográfico-Estadístico de Sebastián de Miñano.
El convento fue declarado en venta el 18 de noviembre de 1836 en virtud de la ley de 25 de julio de 1835 de Juan Álvarez Mendizábal. Fue adquirido por D. José Arroyo Bermúdez el 18 de abril de 1842 por 8000 reales y después abandonado hasta su destrucción, acelerada por la utilización del mármol del convento en la vivienda de los herederos de José Arroyo y de los ladrillos y maderas del mismo en las casas de la barriada de La Pendola de Lepe. El templete con la cruz permanecería no obstante en su ubicación como último vestigio de las varias que había en el camino al convento.

### Peregrinaciones en los siglosXXyXXI
La Cruz Primera es un elemento central en la celebración anual de la Romería de la Bella desde 1974. La procesión realiza una parada junto al monumento y los  cantan la Salve a la Virgen de la Bella.
En 2016 se llevaron a cabo mejoras en el entorno de la Cruz Primera, financiadas por la Diputación Provincial de Huelva y consistentes en una mejora del asfalto.
En 2020 fue objetivo de actos vandálicos, denunciados por la Hermandad de la Virgen de la Bella.

## Protección
El monumento cuenta con protección especial especial y etnológica en el Catálogo de Bienes Muebles y Yacimientos Arqueológicos del PGOU del Ayuntamiento de Lepe.